# ایت یحیی موسی
آیت یحیی موسی (به عربی: أیت یحی موسی) یک شهر در الجزایر است که در ناحیه ذراع المیزان واقع شده‌است.